# Étienne-Nicolas Méhul

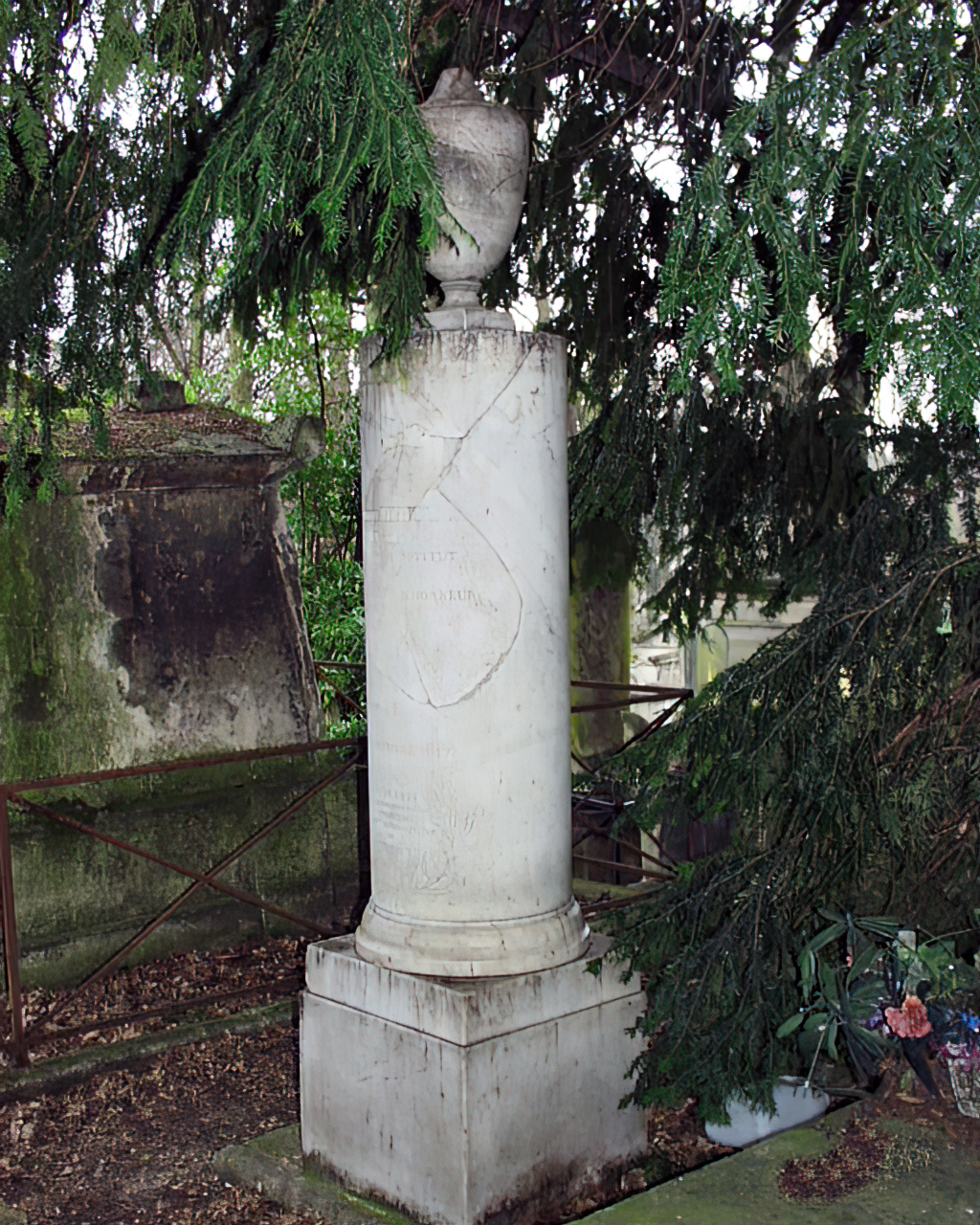
Hans grav i Paris

Étienne-Nicolas Méhul, född den 22 juni 1763 i Givet, död den 18 oktober 1817 i Paris, var en fransk tonsättare.
Méhul fick sin första utbildning av en blind organist och blev 1778 ställföreträdande organist i klostret Lavaldieu, men flyttade samma år till Paris; där han fick praktik som musiklärare. Gluck upptäckte hans begåvning för dramatisk komposition och uppmuntrade honom att ägna sig däråt.
Efter några aldrig uppförda övningsarbeten framträdde han på Opéra-Comique med Euphrosine (1790), som hade avgjord framgång, varpå följde Alonzo et Cora (1791) på Stora operan och Stratonice (1792). Tämligen stor framgång hade en del följande, som Le jeune sage et le vieux fou (1793; "Ung klok och gammal tok", 1805), La caverne (1795) och Mélidore et Phrosine (1796), varemot Le jeune Henri (1797) blev utvisslad av politiska skäl, under det likväl dess uvertyr begärdes da capo och ännu bibehåller sig.
Ariodant (1799; "Ariodant", 1808) med flera blev däremot populär; och med L'irato (1801; "L'irato", 1808), som gavs under ett antaget italienskt tonsättarnamn, lyckades Méhul dupera sina motståndare, som anklagat honom för att vara tung och monoton samt inte kunna skriva i den lätta, eleganta italienska buffastilen. I samma stil skrevs Une folie (1802; "Målaren och modellerna", 1804), Le trésor supposé (1802; "Den föregifna skatten", 1805), Les deux aveugles de Toléde (1806; "De bägge blinde", 1833), Uthal (1806) och en mängd andra, bland vilka i synnerhet "Une folie" hör till den tidens bästa operetter och med lycka återupptogs långt senare.
Fétis erkänner hos Méhul en ädel sång, en för sin tid lysande instrumentation samt känsla för dramatisk sanning, särskilt i starka situationer, men vill förringa hans talang för den lättare opéracomiquen. Emellertid har flera av Méhuls komiska operor överlevt honom, men av de seriösa endast en enda, Joseph (1807; "Joseph i Egypten", 1856), och denna mindre genom sina förtjänster som dramatisk opera än som ett slags sceniskt oratorium, med klassiskt ren stil, naiv religiositet, idyllisk enkelhet och träffande lokalfärg – ett verkligt unikum i sitt slag.
Fördunklad av Spontini, hade Méhul ej vidare någon framgång, och grämelsen däröver bidrog till hans död. Hans sonater och symfonier är obetydliga; däremot gjorde hans kantater och patriotiska hymner stor lycka (Chant du depart, Chant de victoire, Hymne à la paix med flera). Som inspektor vid konservatoriet (sedan år 1794) och medlem av Académie des beaux-arts (1795) föreläste han över L'état futur de la musique en France och Les travaux des éléves du conservatoire à Rome (1808). Han fick sin biografi av Arthur Pougin (1889; 2:a upplagan 1892).